# Claudia Presacan
Claudia Presacan (Sibiu, Rumania, 28 de diciembre de 1979) es una gimnasta artística rumana, campeona olímpica en 2000 y tres veces campeona mundial en 1994, 1995 y 1997, siempre en la competición por equipos.

## Carrera deportiva
En los Mundial de Dortmund 1994, Sabae 1995 y Lausana 1997 consigue siempre el oro en el concurso por equipos, por delante de: Estados Unidos y Rusia; China y Estados Unidos; y Rusia y China, respectivamente.
En los JJ. OO. de Sídney (Australia) de 2000 consigue el oro en la competición por equipos, por delante de Rusia y Estados Unidos, siendo sus compañeras de equipo: Simona Amânar, Loredana Boboc, Maria Olaru, Andrea Isarescu y Andreea Răducan.